# Filippo Turati
Filippo Turati  (né à Canzo en Lombardie le 26 novembre 1857 et mort à Paris le 29 mars 1932) est un avocat, homme politique et journaliste socialiste italien.

## Biographie
Filippo Turati est élève au lycée Ugo Foscolo de Pavie et jeune, il collabore à différentes revues d'orientation démocratique et radicale.
Sa ligne politique est déterminée en grande partie par des idées marxistes de sa  compagne russe Anna Kuliscioff et des rapports avec les ouvriers milanais. En 1886, il soutient ouvertement le Parti ouvrier italien, créé à Milan en 1882 par les artisans Giuseppe Croce et Costantino Lazzari, pour ensuite créer en 1889 la Ligue socialiste milanaise, inspirée d'un marxisme non dogmatique qui refuse ouvertement l'anarchie. De 1891 à 1926 il dirige la revue Critique sociale (Critica sociale). Il pense à un organe où se joindraient toutes les organisations populaires, ouvrières et paysannes : ses idées sont accueillies au congrès de Gênes  (1892) où naît le Parti des travailleurs italiens, devenu le  Parti socialiste italien en 1895, une formation d'empreinte réformiste qui utilise la lutte parlementaire pour satisfaire les aspirations syndicales.
Alors que Francesco Crispi tente de bannir toutes les organisations de gauche, Turati - élu député en 1896 - est partisan d'une ouverture vers les républicains de Giuseppe Mazzini et vers les radicaux. En 1898, il est arrêté avec l'accusation d'avoir mené la protestation de l'estomac de Milan, mais il est libéré l'année suivante grâce à une remise de peine et il fait de l'obstruction contre le gouvernement réactionnaire de Luigi Pelloux.
En 1901, en accord avec les options « minimalistes » du PSI, Turati appuie le gouvernement libéral modéré présidé par Giuseppe Zanardelli puis en 1903 celui de Giovanni Giolitti qui en 1904 approuve d'importantes mesures sociales (lois sur le travail des femmes et des enfants, accident, invalidité et vieillesse ; comité consultatif pour le travail ; ouverture vers les coopératives).
Mais la politique libérale sélective mise en œuvre par Giolitti, qui exclut des réformes les paysans et les travailleurs miséreux du Midi, renforce la gauche du parti, représentée par les intransigeants d'Enrico Ferri et les révolutionnaires d'Arturo Labriola : au congrès de Bologne de 1904, le courant réformiste de Turati est mis en minorité.
Grâce à une coalition, le courant réformiste réintègre la direction du parti au congrès de 1908. Mais il deviendra définitivement minoritaire à partir de 1912. Au cours des années suivantes Turati représente le personnage principal du groupe parlementaire socialiste, généralement plus réformiste que le parti lui-même. En cette qualité, il se retrouve être l'interlocuteur privilégié de Giolitti, qui mène une politique de surveillance de la montée des forces de gauche. La crise de la guerre de Libye de 1911 provoque la fracture irrémédiable entre le gouvernement de Giolitti et le PSI.
En 1917, après la défaite de Caporetto, Turati est favorable à l'intervention - convaincu que la défense de la « patrie en danger » est plus importante que la lutte des classes.
Après la Révolution russe, le PSI se déplace toujours plus vers les positions révolutionnaires, marginalisant les réformistes ; en 1922 Turati est expulsé du parti et il donne naissance au Parti socialiste unitaire.
À la suite de l'assassinat du député Giacomo Matteotti, il participe à l'acte de protestation qui réunit divers membres parlementaires (Sécession aventiniana), et en 1926 à cause des persécutions du régime fasciste, il est obligé de fuir en France avec l'aide de Carlo Rosselli et Sandro Pertini, où il mène une intense activité antifasciste.
En 1930, il collabore avec Pietro Nenni à la réunification du PSI.

## La pensée politique
Turati se définit comme un marxiste, interprétant la doctrine de manière non dogmatique ; l'émancipation du prolétariat constitue l'objectif qui doit s'obtenir au travers des réformes.
Tout ce qui peut mener à une amélioration est une bonne chose ; le socialisme est l'étoile polaire de la société mais jusqu'à son avènement, la coopération avec le capitalisme est nécessaire. Il y a des situations pour lesquelles les socialistes ne doivent pas refuser la coopération, les réformes peuvent être plus positives que la lutte des classes ; il y a plusieurs socialismes qui peuvent et doivent s'adapter au différentes situations et aux différentes époques.
Le socialisme de Turati refuse toutes suggestions du tout et tout de suite. Turati est, malgré tout, un socialiste parce qu'il a comme objectifs le transfert de la propriété des moyens de production dans les mains du pouvoir public. Le prolétariat ne peut pas s'émanciper d'un coup, on ne peut croire en l'”illumination” révolutionnaire : pas de "révolution" mais une évolution graduelle.
Le socialisme nécessite du temps fait de méditation et de raison : le prolétariat obtiendra la maturité au travers des réformes ; le réformisme est l'instrument pour arriver à la conscience et il doit habituer la prolétariat à sa future évolution. Les devoirs du réformisme sont ceux d'éduquer la conscience, de créer une réelle solidarité entre les classes subalternes.
Pour Turati, si le prolétariat est encore immature, la révolution serait dommageable : le maximalisme signifie contestation, il n'améliore pas la condition du prolétariat et il n'est pas dit qu'évoquer une féroce lutte des classes donne des résultats ; de plus, une telle lutte de classe pourrait porter à la destruction de l'économie, obligeant le prolétariat à une misère plus cruelle.
Turati est un penseur pacifiste : la guerre ne peut résoudre aucun problème. Il est un adversaire du fascisme mais aussi de la révolution russe, qui est un phénomène géographiquement limité et non exportable et qui ne fait pas preuve d'intelligence, de liberté et de civisme.
Pour Turati, le fascisme n'est pas seulement l'absence de liberté mais aussi une menace pour l'ordre mondial : il met en évidence les éléments communs entre le fascisme et le communisme soviétique parce qu'ils répudient les valeurs du parlementarisme. Dans cette optique, il pense que cela vaut la peine de faire un bout de chemin avec le libéralisme pour défendre la liberté.
Ces thèses étaient en opposition avec la doctrine du « social-fascisme » adoptée jusqu'en 1935 par le Comintern et donc par le Parti communiste d'Italie.

## Publications
- Il delitto e la questione sociale. Appunti sulla questione penale, Unione autori, Milan, 1883.
- Lo Stato delinquente, presso l'amministrazione della Plebe, Milan, 1883.
- Strofe, E. Quadrio, Milan, 1883.
- Socialismo e scienza. A proposito di un nuovo libro di N. Colajanni, Tip. Fratelli Giorgetti, Côme, 1884.
- Il canto dei lavoratori. Inno del Partito operaio italiano. Poesia di Filippo Turati con musica, Tip. Fantuzzi, Milan, 1889.
- Le 8 ore di lavoro. Sunto stenografico della conferenza pronunciata in Milano nel Teatro della Cannobiana il 1º maggio 1891, Tip. degli Operai, Milan, 1891.
- Questo non fu che il rendiconto, più o meno fedele, di un discorso d'occasione, 1891.
- Il dovere della resistenza. Agli operai metallurgici di Milano. Seguito dall'Inno dei meccanici di F. Fontana, Uffici della Critica sociale, Milan, 1892.
- La moderna lotta di classe, Critica Sociale, Milan, 1892.
- Il canto dei lavoratori. Inno del Partito socialista dei lavoratori italiani. Con musica, a cura della Sezione del Partito, Zurich, 1893.
- Rivolta e rivoluzione, Critica Sociale, Milan, 1893.
- Socialismo e riformismo nella storia d'Italia. Scritti politici 1878-1932, Feltrinelli, Milan, 1979.
- Filippo Turati. Scritti e discorsi 1878-1932, Guanda, Milan, 1982.
- Lo Stato delinquente. Delitto, questione sociale, corruzione politica, Scritti di sociologia (1882-1884), Manduria, Lacaita, 1999.
- Bibliografia degli scritti. 1881-1926, Lacaita, Manduria-Bari-Rome, 2001.
- Lo stato delinquente, prefazione Giuliano Vassalli, M&B Publishing, Milan, 2002.
- Rifare l'Italia, introduzione e cura di Carlo G. Lacaita, Manduria, Lacaita, 2002.
- Il socialismo italiano, antologia scritti e discorsi, M&B Publishing, Milan, 2006